# Glowtschütz

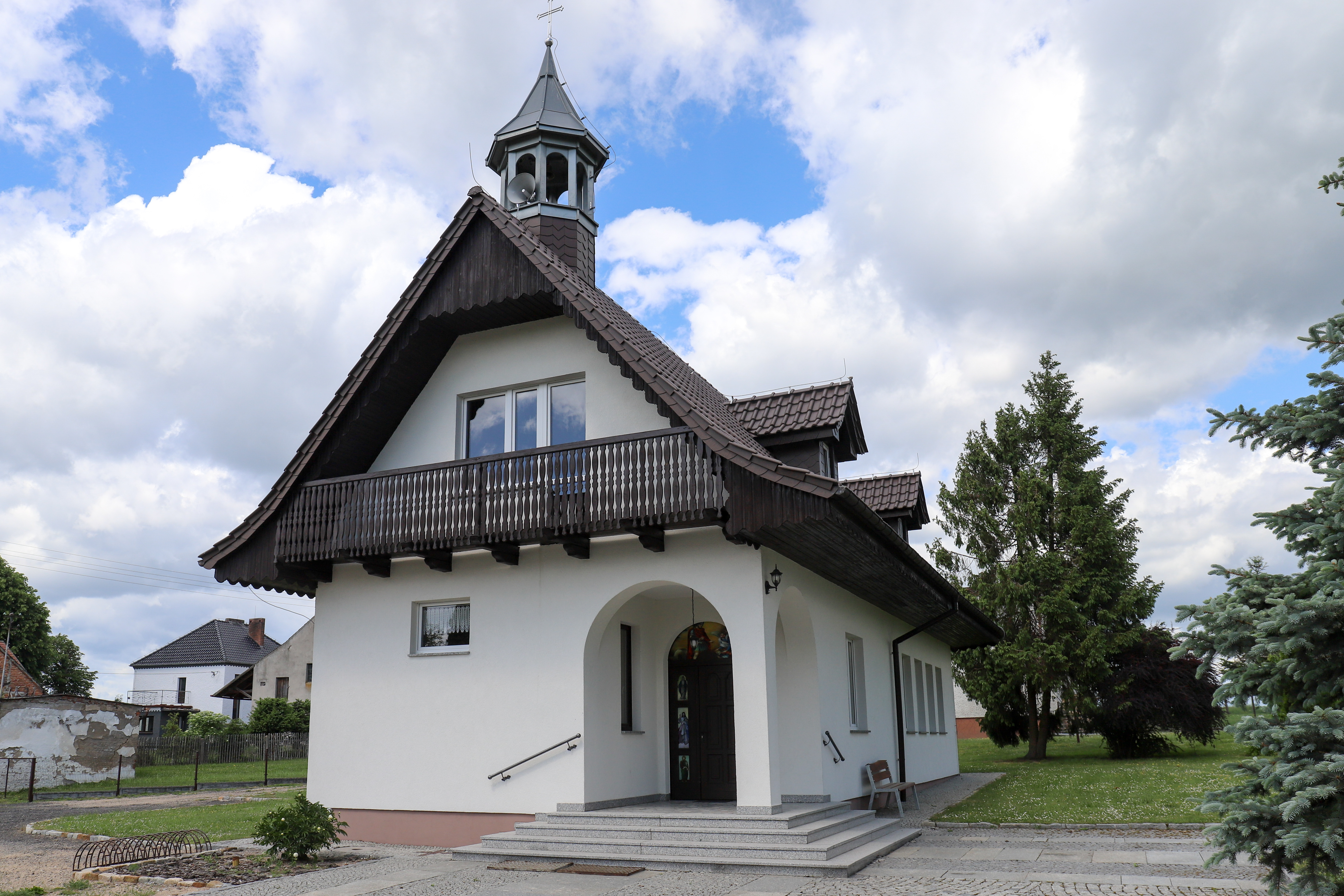
Kapelle

Glowtschütz, polnisch Główczyce, ist ein  Ort in der Stadt- und Landgemeinde Guttentag im Powiat Oleski der  Woiwodschaft Opole in Polen.

## Geschichte
Bei der Volksabstimmung in Oberschlesien am 20. März 1921 stimmten 52 Wahlberechtigte für einen Verbleib bei Deutschland und 89 für Polen, im Gutsbezirk Glowtschütz stimmten 50 Personen für Deutschland und 19 Personen für Polen. Glowtschütz verblieb beim Deutschen Reich. 1933 lebten im Ort 286 Einwohner. Am 22. Juli 1936 wurde der Ort in Eichwege umbenannt. 1939 hatte der Ort 312 Einwohner. Bis 1945 befand sich der Ort im Landkreis Loben (zwischenzeitlich im Landkreis Guttentag).
Als Folge des Zweiten Weltkrieges kam Ort 1945 an Polen, wurde in Główczyce umbenannt und der Woiwodschaft Schlesien angeschlossen. 1950 kam der Ort zur Woiwodschaft Opole. Von 1975 bis 1998 befand sich der Ort in der Woiwodschaft Częstochowa. 1999 kam der Ort zur Woiwodschaft Opole und zum Powiat Oleski. Am 4. Juli 2008 erhielt der Ort zusätzlich den amtlichen deutschen Ortsnamen Glowtschütz.